# Frieder Döring
Frieder Döring (eigentlich Hans-Friedrich Döring; * 24. Dezember 1942 in Dattenfeld, Sieg; † 31. März 2025 in Gummersbach) war ein deutscher Arzt und Schriftsteller.

## Leben
Frieder Döring besuchte das Gymnasium und legte 1962 in Waldbröl die Reifeprüfung ab. Er studierte Medizin an den Universitäten in Freiburg (Breisgau), Bonn und Düsseldorf. In Düsseldorf erfolgte die Weiterbildung zum Facharzt für Dermatologie. 1970 promovierte er an der Technischen Hochschule in Aachen zum Doktor der Medizin. Ab 1974 praktizierte Döring als Facharzt für Haut- und Geschlechtskrankheiten in Troisdorf.
Neben seiner ärztlichen Tätigkeit, die ihren Niederschlag in Beiträgen für wissenschaftliche Fachzeitschriften findet, ist Frieder Döring literarisch aktiv. Er war Verfasser von Erzählungen, Gedichten und Theaterstücken; daneben wirkt er als Herausgeber von Anthologien. 1989 gründete er zusammen mit Bert Brune und Heinz Schüssler in Köln den Wolkenstein-Verlag. Er war Mitglied des Vereins „Literaturcafé Troisdorf“ und veröffentlichte literarische Arbeiten in zahlreichen Anthologien und Zeitschriften, u. a. in: Almanach deutscher Schriftstellerärzte (Hrsg. Jürgen Schwalm), Neue Lyrik und neue Musik (Hrsg. Jochen Röhrig), Wortnetze I-III (Hrsg. Axel Kutsch), Köln-, Rhein Sieg Bonn-, Bergisches Lesebuch (Hrsg. Jochen Arlt), Wörter sind Wind in Wolken (Hrsg. Theo Breuer), Rheinischer Literaturkalender, Rheinische Literaturhefte (Hrsg. Literaturcafé Troisdorf), Rundbrief des Bundesverbandes Deutscher Schriftstellerärzte, neues rheinland, Ärzte Zeitung, Der Deutsche Dermatologe, Dermaforum.
Von 1993 bis 2002 arbeitete Frieder Döring aktiv in Urlaubseinsätzen bei den German Doctors mit, zweimal in den Bergdörfern der Philippinen-Insel Mindanao und siebenmal in den Slums von Asunción, der Hauptstadt von Paraguay. 1993 wurde er als 1000. Einsatzarzt der Organisation vom damaligen Bundespräsidenten Richard von Weizsäcker empfangen und in den Einsatz verabschiedet.
Frieder Döring war verheiratet, Vater von sechs Kindern, Großvater von zehn Enkeln und lebt in Schladern. Er verstarb am 31. März 2025 in Gummersbach nach langer Krankheit.

## Werke
- Tötungsdelikte mit sexueller Motivation im Raume Düsseldorf von 1945 bis 1968. Aachen 1970. (Unter dem Namen Hans-Friedrich Döring).
- Leben nach dem Gau (mit Waltraut Hönes). Monheim 1987.
- Die Sonne geht immer mit (mit Waltraut Hönes). Monheim 1988.
- Rheinischer Kinderkram (mit Bert Brune). Köln 1990.
- Kehre wieder Sulamith. Köln 1992.
- Alinda und die türkischen Träume. Köln 1993.
- Es ist Trauern besser als Lachen (mit Charlotte Urland und Waltraut Hönes). Köln 1993.
- Der Güldenbergring. Köln 1994.
- Dirty Kitchen (mit Heinz Schüssler und Bert Brune). Köln 1995.
- Mit Haut und Haaren. Köln 1996.
- Das zweite Gesicht (mit Jochen Zierau). Köln 1999.
- Dreckige Trips (mit Bert Brune und Heinz Schüssler). Köln 2000.
- Hände an der Wand. Köln 2002.
- Die Gottesanbeterinnen. Köln 2003.
- Neanderland. Köln 2009.
- Die Evangelische Friedenskirche Schladern und ihre künstlerische Ausstattung (mit Werner Erdmann). Köln 2011.
- Eburonengold. Ein Windeck Historien-Krimi. Köln 2013.
- Codex Wolkenstein. Ein Windeck Historien-Krimi. Köln 2015.
- Wir Wolkensteiner (mit Bert Brune und Heinz Schüssler). Köln 2016.
- Frankenturm. Ein Windeck Historien-Krimi. Köln 2017.
- Immer wieder Sulamith. Neusalomonische Lieder (mit Ursula Groten). Köln 2018.
- Windecker Baumdenkmäler – Baumgeheimnisse. Windeck 2019.[2]
- Das Mausoleum des Rittmeisters Hans F. J. Rive in Schöneck. Eine Renovierungsgeschichte in Windeck-Schladern. Windeck 2020.
- Rund um den Dreiortsberg - Wanderung durch mittelalterliche Manufakturen in den Nutscheidbergen nördlich von Windeck-Schladern. Windeck 2021.
- Kelten an der Sieg. Windeck 2021.
- Die Burgen, Ringwallburgen, Burgruinen, Burgstadel, Motten, Rittersitze, Nennburgen und ein Nennschloss im Windecker Ländchen. Windeck 2021.
- Siegtürkise, Mariensteine oder die blaugrünen Steine an der Sieg. Windeck 2021
- Wind aus allen Ecken - Geschichte und Geschichten aus Windeck und von einer Kindheit dort. Windeck/Köln 2022, ISBN 978-3-943580-41-9
- 80 Wanderjahre Gedichte. Windeck 2022
- Der Klosterhof Schladern und die Zehntenabgabe an das Kloster Ehrenstein. Windeck 2022
- "Jubeltage - Ach du liebe Zeit", 32 Jahre Rheinische Literaturkalender und Rheinische Literaturhefte vom Literaturcafé Troisdorf, Windeck 2023
- Die Uhr zurückgedreht - Eine Reise in die große Zeit der Windecker Uhrmacherei (mit Oliver Kunz), Windeck 2024
- Theaterszenen zur Burggeschichte - 850 Jahre Burg Windeck (mit Reinhard Wagner), Windeck 2024
- Die Wüstung Kölschbach - ein Rückblick (mit Marie-Luise Nacken), Windeck 2025

## Herausgabe
- Kölner Bucht – Natur und Unnatur. Ein Lesebuch (mit Bert Brune). Mit Zeichnungen von Karl Christian Peters, Köln 1990.
- Narren und Co. (mit Bert Brune und Erwin Bücken). Anthologie. Mit Zeichnungen und Buntbildern von Ri Meuser von Eschmar, Köln 1991.
- So ganz andere Kulturen? Köln 1997.
- Köln – ein Museumsdorf. Anthologie. Mit Zeichnungen von Erich Wilker, Köln 1998.
- Überall Menschen. Köln 1999.
- Als googeln kein Thema und Jugend forscht gefährlich war - Schladerner Kindheitserinnerungen aus sechs Jahrzehnten. (mit Sylvia Schmidt). Windeck 2019
- Windecker Heimatgeschichten - Dorfbewohner erzählen von früher und heute (mit Sylvia Schmidt), Windeck 2020
- Windecker Heimatgeschichten - Band II, Dorfbewohner erzählen von früher und heute (mit Sylvia Schmidt), Windeck 2021

## Medizinische Publikationen (Auswahl)
- H. F. Döring, M. Ilgner: Primär ambulante Hyposensibilisierung mit Insektengift. In: Dt. Derm. Band 32, Nr. 4, 1984, S. 429.
- H. F. Döring, M. Ilgner, H. W. Tüttenberg: Atopisches Ekzem und Nahrungsmittelallergie. In: Dt. Derm. Band 32, Nr. 8, 1984, S. 384.
- H. F. Döring: Ein hundertjähriger Dermatologe – Requiem für Benn. In: Dt. Derm. Band 34, Nr. 10, 1986, S. 1229.
- H. F. Döring, U. Müllejans-Kreppel: Chloroquin-Therapie der atopischen Dermatitis. In: Z. Hautkr. Band 62, Nr. 16, 1987, S. 1205.
- S. Kneutgen, H. F. Döring: Pollenassoziierte Lebensmittelallergien – Eine Übersicht. In: Dt. Derm. Band 38, Nr. 1, 1990, S. 71.
- H. F. Döring: Barfußmedizin auf Mindanao. In: Dt. Derm. Band 41, 1993, S. 1218.
- H. F. Döring, H. W. Tüttenberg: Nicht alle können wegziehen. Dermatologisch-allergologische Komplikationen durch Schadstoff- und Lärmemission. Eine Patientenbefragungsstudie. In: Dt. Derm. 5-2000, S. 304.
- F. Döring: Dr. Paul Schmetkamp und die Troisdorfer VC-Kranken. In: Troisdorfer Jahreshefte. Band 32, 2002, S. 140.

## Rezensionen
Die literarischen Werke von Frieder Döring wurden u. a. in folgenden Zeitschriften vorgestellt und rezensiert: Kölner Stadt-Anzeiger, Kölnische Rundschau, Bonner Generalanzeiger, neues rheinland, Stadt-Revue Köln, Köln im..., Deutsches Ärzteblatt, Ärzte Zeitung, Der Deutsche Dermatologe, Dermaforum, Extrablatt Rhein-Sieg, Medical Tribune.